# Comuna Dumbrava Roșie, Neamț
Dumbrava Roșie (în trecut, Vânători-Dumbrava Roșie) este o comună în județul Neamț, Moldova, România, formată din satele Brășăuți, Cut, Dumbrava Roșie (reședința) și Izvoare.

## Așezare
Comuna se află în partea centrală a județului, pe malul stâng al Bistriței, imediat la sud-est de municipiul Piatra Neamț. Este traversată de șoseaua națională DN15, care leagă Piatra Neamț de Bacău, și de șoseaua județeană DJ157, care o leagă spre vest de Piatra Neamț (unde se termină în DN15), și spre est de Dochia, Mărgineni, Făurei, Trifești și Horia (unde se termină în DN15D). Prin comună trece și calea ferată Bacău-Bicaz, pe care este deservită de halta de mișcare Dumbrava.

## Demografie
Componența etnică a comunei Dumbrava Roșie
     Români (82,6%)
     Alte etnii (17,4%)
Componența confesională a comunei Dumbrava Roșie
     Ortodocși (79,79%)
     Alte religii (2,44%)
     Necunoscută (17,77%)
Conform recensământului efectuat în 2021, populația comunei Dumbrava Roșie se ridică la 7.579 de locuitori, în creștere față de recensământul anterior din 2011, când fuseseră înregistrați 6.759 de locuitori. Majoritatea locuitorilor sunt români (82,6%). Din punct de vedere confesional, majoritatea locuitorilor sunt ortodocși (79,79%), iar pentru 17,77% nu se cunoaște apartenența confesională.

## Politică și administrație
Comuna Dumbrava Roșie este administrată de un primar și un consiliu local compus din 15 consilieri. Primarul, Elena Chirițescu[*], de la Partidul Național Liberal, este în funcție din octombrie 2020. Începând cu alegerile locale din 2024, consiliul local are următoarea componență pe partide politice:
|  | Partid                          | Consilieri | Componența Consiliului | Componența Consiliului | Componența Consiliului | Componența Consiliului | Componența Consiliului | Componența Consiliului | Componența Consiliului | Componența Consiliului |
|  | ------------------------------- | ---------- | ---------------------- | ---------------------- | ---------------------- | ---------------------- | ---------------------- | ---------------------- | ---------------------- | ---------------------- |
|  | Partidul Național Liberal       | 8          |                        |                        |                        |                        |                        |                        |                        |                        |
|  | Partidul Social Democrat        | 3          |                        |                        |                        |                        |                        |                        |                        |                        |
|  | Alianța pentru Unirea Românilor | 2          |                        |                        |                        |                        |                        |                        |                        |                        |
|  | Uniunea Salvați România         | 1          |                        |                        |                        |                        |                        |                        |                        |                        |
|  | Partidul S.O.S. România         | 1          |                        |                        |                        |                        |                        |                        |                        |                        |

## Istorie
La sfârșitul secolului al XIX-lea, comuna purta denumirea de Vânători-Dumbrava Roșie, făcea parte din plasa Piatra-Muntele a județului Neamț și era formată din satele Cutu, Dumbrava Roșie, Izvoarele, Poeni, Vânători și Văleni, cu 1725 de locuitori. În comună funcționau patru mori de apă, o școală și două biserici. Anuarul Socec din 1925 o consemnează în plasa Bistrița a aceluiași județ, având 2768 de locuitori în satele Cutu, Dumbrava Roșie, Izvoarele, Vânători și Văleni. În 1931, comuna a primit numele de Dumbrava Roșie și a devenit comună suburbană a comunei urbane Piatra Neamț; ea era atunci formată din satele Cutu, Dumbrava Roșie, Izvoare și Vânători.
În 1950, comuna a trecut în administrarea orașului regional Piatra Neamț din regiunea Bacău. În 1968, a redevenit comună suburbană a municipiului Piatra Neamț, statut pe care l-a avut până în 1989, când s-a renunțat la conceptul de comune suburbane, iar comuna a fost subordonată direct județului Neamț.

## Monumente istorice
Două obiective din comuna Dumbrava Roșie sunt incluse în lista monumentelor istorice din județul Neamț ca monumente de interes local, ambele fiind clasificate ca situri arheologice: așezarea din secolele al VIII-lea–al IX-lea de „la Școală” (satul Brășăuți); și situl de „la Izvoare-ferma Plantavorel” din satul Izvoare, sit ce cuprinde urmele unor așezări din neolitic (cultura pre-Cucuteni, fazele II și III) și eneolitic, precum și necropole din secolul al IV-lea e.n. și secolele al XIII-lea–al XIV-lea.